# Alfred Peugnet
Alfred Peugnet, né le 23 novembre 1911 à Vaulx-Vraucourt et décédé le 10 juillet 1995 à Seclin, est un homme politique français.